# تئوشپا
تئوشپا (Teušpâ) نخستین پیشوای کیمری است که نامش در الواح آشوری ذکر شده و برخی از محققان به ویژه لمان هائوپت و پراشک عقیده دارند که این اسطورهٔ باستانی همان تهماسپ است. اسلاف تراکیه، تروا از تبار کیمریان است.

## فعالیت نظامی تئوشپا
نخستین سال‌های سلطنت اسرحدون پادشاه جدید آشور بیشتر صرف اقدامات پیچ در پیچ سیاسی نظامی در بابل شد. ولی در سال - ۶۷۹ پ. م. - کیمریان به رهبری تئوشپا، به حدود آشور دستبرد زدند. در این باره سه گزارش محفوظ مانده است.
- در نوشته‌های اسرحدون چنین مذکور است:

اما تئوشپای کیمری اومن مندرا که مکانش دور است با لشکریان خویش در سرزمین خوبوشنا شکست دادم.
اوح اسرحدون سپس از لشکرکشی آشوریان به نواحی مختلف جنوب شرقی آسیای صغیر سخن می‌گوید.
- آنچه اصطلاحاً «تاریخ بابلی B» نامیده می‌شود چنین نوشته شده‌است:

در سال دوم... کیمریان به آشور حمله کردند و در آشور منهزم شدند.
- یک تاریخ دیگر بایلی که اصطلاحاً «تاریخ اسرحدون» نامیده می‌شود اطلاعاتی مشروحتر بدست می‌دهد و می‌گوید:

 سال دوم... کشتار در کشور بودائوآ و کشور کیمریان در کوشخنو وقوع یافت. 
- متأسفانه محل بودائوآ در کوشخنو معلوم نیست. اما راجع به خوبوشنا و محل آن دو فرض وجود دارد. و فرض محتمل‌تر آن است که خوبوشنا نقطهٔ مسکونی بوده در طرف غربی جبال تاور در جنوب شرقی آسیای صغیر.

### دفع حملات تئوشپا در خاک آشور
آشوریان حملهٔ قبایل کیمری را به رهبری تئوشپا را در سال - ۶۷۹ پ. م. - به مرزهای خویش دفع نمودند. در همان سال عده‌ای از جنگجویان کیمری در برابر مزد به سپاهی‌گری در خدمت ارتش اسرحدون اشتغال داشتند زیرا که جریان به امر صلح یا هزیمت کیمریان انجامیده شد، یا لااقل با بخش از قبایل کیمری مصالحه بر قرار شد. در نتیجهٔ این اتحاد آشوریان نیرومندتر گشتند. باید لشکرکشی علیه فرمانفرمایان آسیای صغیر در همان تاریخ یا اندکی بعد از آن زمان دانست.
برخی از محققان عقیده دارند در تمام وقایعی که اسرحدون از کیمریان صحبت می‌دارد در واقع کیمریان واقعی نیستند بلکه اغلب صحبت بر سر اسکیت‌های اشکودا در میان است. این موضوع زمانی بیشتر قوّت می‌گیرد که موضوع دربارهٔ سرزمین ماننا (آذربایجان) باشد.

## توجیه مخالفان نام تئوشپا
آنچه در کتب راجع به قیاس این تئوشپا با تئی‌سپ، نیای کورش، نوشته شده بر پایهٔ سوء تفاهمی قرار گرفته. نام پیشوای کیمری فقط به صورت یونانی آن اندکی با نیای کورش مشابهت دارد؛ تلفظ اصلی نام تئی‌سپ چائیش پیش است و محال است که این لفظ در زبان اکدی به صورت تئوشپا ادا شده باشد. تا-ی اکدی نمی‌تواند صورت چ را ادا کند. در روایت بابلی کتیبه بیستون تئی‌سپ شیش‌پیش و در روایت عیلامی کتیبه بیستون سیس‌پیش نامیده شده‌است. البته این نکته را باید در نظر داشت که گویش اکدی آشوری با بابلی فرق داشته و در این دوران این گویش بسیار تحت نفوذ زبان آرامی قرار داشته است، خصوصا پس از اینکه تیگلت‌پیلسر سوم زبان آرامی را زبان رسمی امپراتوری آشور قرار داد. تبدیل شدن "ش" به "ت" در زبان آرامی خصوصا در ابتدای واژه بسیار محتمل است، آنچنانکه به طور مثال شکل (واحد پول یا وزن) در میان‌رودان به "تکل" در زبان آرامی تغییر یافته است.
دیاکونوف ایران‌شناس و زبانشناس روسی تبار در ردّ این نظر می‌گوید: اگر این فرض را که تئوشپا همان تئی‌سپ نیای کورش پارسی محتمل می‌شمردیم در آن صورت جنبهٔ ایرانی بودن کیمریان ثابت می‌شد. محتمل‌ترین توجیه نام تئوشپا تاواسپا مشتق از تاوا-ی اسکیتی است و اسپا به معنی اسب، اسب نیرومند یا دارای اسبان نیرومند است.

### توجیه موافقان نام تئوشپا
اینکه تئوشپا ممکن است با اصطلاح تئی‌سپ مترداف و یکسان باشد بر پایهٔ زبان‌شناسی تطبیقی استوار است. توجیه هر دو نام یا لقب یا صفت با تئ شروع می‌شود. تئوشپا، تئی‌سپ. و بخش دوم هر دو اصطلاح یعنی شپا در تئوشپا و سپ ( سپا ) در تئی‌سپ کاملاً هم‌ریشه و مترداف هستند و در کل می‌تواند هر دو اصظلاح لقب یک فرد بوده باشد.
همچنین برخی از آثار و قرائن رابطهٔ فرهنگ و عقاید مشترک میان اورارتوییان و هخامنشیان را گواهی می‌کنند. اورارتوییان و کیمریان متفاوتند ولی مأمن نخست هر دوی ایشان آسیای صغیر و آسیای مقدم بوده‌است.